# پروژه آناتولی جنوب شرقی
پروژهٔ آناتولی جنوب شرقی (ترکی استانبولی: Güneydoğu Anadolu Projesi یا GAP) یک پروژهٔ توسعهٔ چند بخشی است که شامل سدسازی گسترده در جنوب شرق آناتولی ترکیه می‌باشد که بر اساس مفهوم توسعهٔ پایدار برای ارتقای زندگی ۹ میلیون نفر (۲۰۰۵) ساکن این منطقه آغاز شده‌است. هدف اعلام شده برای این پروژه، کاهش محرومیت منطقه‌ای به‌وسیلهٔ افزایش درآمدها و استاندارد زندگی و همچنین افزایش ثبات اجتماعی و رشد اقتصادی و ایجاد شغل به‌ویژه در مناطق روستایی می‌باشد. کل هزینهٔ این پروژه بیش از ۱۰۰ میلیارد لیرهٔ ترکیه (بر اساس نرخ سال ۲۰۱۷) یا حدود ۳۲ میلیارد دلار است که یک‌سوم این سرمایه‌گذاری تا سال ۲۰۱۰ انجام شده‌است. این پروژه ۹ استان ترکیه را دربر می‌گیرد که شامل آدیامان، باتمان، دیاربکر، غازی‌عینتاپ، کیلیس، سیرت، شانلی‌اورفه، ماردین و شرناق می‌باشد که در حوضهٔ رودخانه‌های فرات و دجله و در میان‌رودان شمالی قرار دارند.
آینور اونال استاد دانشگاه لستر انگلستان معتقد است که پروژۀ گاپ که با ادعای توسعۀ مناطق کردنشین ترکیه آغاز شده‌است، در حال حاضر شکست خورده است.

## انتقادها نسبت به پروژه

### سد ایلیسو
پایان ساخت سد ایلیسو، سبب زیر آب رفتن شهر باستانی حصن کیفا خواهد شد که آثار باستانی ده هزار ساله دارد. برخی از فعالان کرد ترکیه معتقدند که پروژهٔ آناتولی جنوب‌شرقی و به‌ویژه سد ایلیسو صرفاً و عمداً برای از میان بردن هویت کردی منطقه با نابود کردن آثار باستانی و فرهنگی بسیار مهم آن‌ها ایجاد شده‌است.